# Ruscarius meanyi
Ruscarius meanyi és una espècie de peix pertanyent a la família dels còtids.

## Descripció
- Fa 5,9 cm de llargària màxima.
- Aletes pèlviques petites.[5][6]

## Hàbitat
És un peix marí, demersal i de clima temperat (59°N-38°N) que viu entre 2-82 m de fondària a les zones intermareal i submareal.

## Distribució geogràfica
Es troba al Pacífic oriental: des de l'illa Fillmore (sud-est d'Alaska) fins a Arena Cove (nord de Califòrnia, els Estats Units).

## Observacions
És inofensiu per als humans.